# Verbivka, Novoarhanhelsk
Verbivka (în ucraineană Вербівка) este un sat în comuna Iatran din raionul Novoarhanhelsk, regiunea Kirovohrad, Ucraina.

## Demografie
Componența lingvistică a localității Verbivka
     Ucraineană (97,06%)
     Rusă (2,94%)
Conform recensământului din 2001, majoritatea populației localității Verbivka era vorbitoare de ucraineană (97,06%), existând în minoritate și vorbitori de rusă (2,94%).